# Eproctofilia
L'eproctofilia (dal greco πρωκτός, prōktòs, ano  unito al prefisso latino e- che indica provenienza) o feticismo della flatulenza è una parafilia che consiste nel desiderio sessuale verso le flatulenze e verso chi le produce.
L'eccitazione sessuale può essere prodotta dal sentire il rumore delle flatulenze proprie o del partner, dal sentirne l'odore (e in questo caso si usa il termine specifico flatofilia) o dalla combinazione dei due fattori. Le fantasie possono riguardare il semplice assistere all'emissione di una flatulenza, l'annusarla, o anche il riceverla sul volto o altre parti del corpo, zone erogene comprese.
Un caso, documentato nell'archivio dei comportamenti sessuali da un ricercatore dell'Università di Nottingham, riferisce che gli affetti da tale parafilia trascorrono una grande quantità di tempo a pensare alle flatulenze e che hanno ricorrenti e intensi impulsi e fantasie sessuali che coinvolgono tale atto.
Anche se la mole di studi scientifici relativi a tale parafilia è ridotta, si può constatare come i più diffusi siti di video sharing pornografico abbiano categorie apposite, normalmente sotto l'etichetta di farting, fart fetish face fart o fart porn (da fart, nome inglese della flatulenza), con centinaia di video (più di 14.000 nel caso di PornHub). Ben attestati sono anche video che riguardano individui di sesso maschile, indirizzati ad altri uomini ma anche a donne. Un caso celebre di personaggio famoso con tendenze eproctofile autodichiarate riguarda lo scrittore irlandese James Joyce, che rivela il proprio desiderio per le flatulenze del partner in almeno una delle lettere erotiche indirizzate alla moglie, Nora. Anche se saldamente indipendente, il feticismo della flatulenza è talvolta riscontrabile a contatto con altre parafilie. Vista la stretta correlazione tra la flatulenza e le feci, vi sono individui che inglobano l'eproctofilia nella coprofilia e nella pratica dello scat; altri, talvolta rimarcando l'aspetto ripugnante della flatulenza, soprattutto per quanto riguarda l'odore sgradevole, possono includerla nel BDSM in cui uno dei praticanti è obbligato ad annusare le emissioni dell'altro.